# Strychnina
Strychnina – organiczny związek chemiczny, alkaloid występujący w nasionach kulczyby wroniego oka, posiadający silne właściwości toksyczne (LD50=16 mg/kg szczur, śmiertelne dawki doustne zarejestrowane dla dorosłych ludzi są rzędu 30–120 mg, choć znany jest przypadek przeżycia po spożyciu 3,75 g).
Występuje w postaci bezbarwnych kryształów o silnie gorzkim smaku, wyczuwalnym już przy stężeniu 1 ppm (roztwór wodny). Strychnina jest wysoce toksyczna drogą wziewną, połknięta lub zaabsorbowana przez usta albo oczy. Zatrucie skutkuje skurczami mięśni i śmiercią poprzez uduszenie.
Struktura związku została ustalona w roku 1946 przez Roberta Robinsona, a syntezę totalną wykonał po raz pierwszy w roku 1954 Robert Woodward (m.in. za te osiągnięcia obaj chemicy otrzymali Nagrody Nobla w dziedzinie chemii).
Strychnina blokuje synapsy hamujące, co w efekcie wzmaga pobudzenie neuronów. Śmierć następuje wskutek uduszenia w następstwie skurczu tonicznego mięśni oddechowych. Swoistą odtrutką stosowaną w zatruciach strychniną są barbiturany.
Strychnina znajduje zastosowanie w chemii organicznej obok brucyny jako chiralna zasada, służąca do rozdziału mieszanin racemicznych kwasów na poszczególne enancjomery. Była także stosowana jako pestycyd, zwłaszcza trucizna na szczury i ptaki.
Jest rzadko stosowana w lecznictwie (dawka 0,25–3 mg) pod postacią azotanu, jako środek pobudzający w zaburzeniach krążenia, oddychania i osłabienia.
W Polsce azotan strychniny zawierał preparat złożony Cardiamid-Coffein (krople doustne), produkowany przez Pabianickie Zakłady Farmaceutyczne Polfa (skład: kofeinobenzoesan sodowy 100 mg/1 ml, niketamid 100 mg/1 ml, azotan strychniny 0,25 mg/1 ml). Wytwórca poinformował w 2008 roku, że produkcja preparatu Cardiamid-Coffein została zakończona.
Innym lekiem zawierającym azotan strychniny był preparat witaminowy Asconerin.